# Ernst von Quistorp
Ernst von Quistorp (* 27. November 1784 in Lassan; † 14. November 1831 in Berlin) war ein preußischer Offizier.

## Leben
Ernst Carl Gottfried war das vierte Kind des 1782 geadelten Johann Quistorp (1752–1825) und seiner Ehefrau Dorothea, geborene von Behr (1756–1796). Im Alter von 15 Jahren begann seine Militärkarriere als Junker beim Kürassierregiment Nr. 10 in Berlin. 1802 wurde er zum Sekondeleutnant befördert.
Im Februar 1809 wurde Quistorp den Schillschen Husaren zugeteilt. Er nahm am Gefecht bei Dodendorf teil. Nach der Erschießung eines seiner Husaren wegen Befehlsverweigerung wurde ihm im Sommer 1809 der Prozess gemacht und er wurde zu drei Jahren Festungshaft in Kolberg verurteilt. Im Dezember 1811 endete die Haft mit der Begnadigung. Quistorp bat um Entlassung aus preußischem Dienst und wurde als Rittmeister Ordonnanzoffizier bei dem schwedischen Kronprinzen Karl Johann. Er nahm an der Völkerschlacht bei Leipzig und an dem Feldzug 1814 gegen Norwegen teil.
Im Mai 1815 kehrte Quistorp nach Berlin zurück und trat in das 8. Husaren-Regiment ein. 1816 wurde er zum 12. Husaren-Regiment nach Eisleben kommandiert und 1825 aus dem Dienst entlassen.
Sein Bruder August schrieb über Ernst von Quistorp anlässlich dessen Todes:

„Er war einer der schönsten Leute seiner Zeit, körperlich sehr reichlich und geistig weit über das Gewöhnliche ausgestattet; aber sein Schicksal führte ihn in das Regiment Gensdarmen in Berlin, und er wuchs in einem Corps Offiziere und einer großen Welt auf, die ihn verleiteten, auf seine natürlich glücklichen Eigenschaften einen hohen Wert zu legen, und dadurch eine Eitelkeit begründeten, die, für sein Leben dominierend, ihn großen Verirrungen ausgesetzt und das letzte Drittel seiner Jahre sehr verbittert hat.“

## Auszeichnungen
- Orden des Heiligen Wladimir für Teilnahme an der Schlacht bei Bautzen
- Russischer Orden der Heiligen Anna für Teilnahme an der Schlacht bei Großbeeren
- schwedische Goldmedaille für Tapferkeit im Felde (Völkerschlacht)
- Schwertorden für die Teilnahme am Krieg zwischen Schweden und Norwegen 1814